# Presidente Alves
Presidente Alves es un municipio brasileño del estado de São Paulo. Está situada en el interior del Estado de São Paulo. Posee altitud de 576 metros, el que le confiere el título del punto más alto del Noroeste Paulista. Su longitud es 49° Sur y latitud, 22º Oeste. Y posee un área de 288,570 km². 

## Demografía
Datos del Censo - 2000
Población total: 4.317
- Urbana: 3.315
- Rural: 1.002
- Hombres: 2.184
- Mujeres: 2.133

Densidad demográfica (hab./km²): 14,96
Mortalidad infantil hasta 1 año (por mil): 16,67
Expectativa de vida (años): 70,79
Tasa de fertilidad (hijos por mujer): 2,25
Tasa de alfabetización: 88,30%
Índice de Desarrollo Humano (IDH-M): 0,763
- IDH-M Salario: 0,681
- IDH-M Longevidad: 0,763
- IDH-M Educación: 0,846

(Fuente: IPEAFecha)

### Hidrografía
- Río Aguapeí

### Carreteras
- SP-300

## Religión
El Cristianismo está presente en la ciudad de la siguiente manera:

### Iglesia Católica
La iglesia católica del municipio forma parte de la Diócesis de Lins.

### Iglesia Protestante
En la ciudad están presentes las más diversas creencias evangélicas, principalmente pentecostales, incluidas las Asambleas de Dios de Brasil (la iglesia evangélica más grande del país), Congregación Cristiana, entre otras. Estas denominaciones están creciendo cada vez más en todo Brasil.